# Dancing Queen (album Cher)
Dancing Queen – dwudziesty szósty album studyjny amerykańskiej piosenkarki i aktorki Cher. Krążek został wydany 28 września 2018 roku nakładem wytwórni Warner Bros. Album zawiera covery utworów nagranych przez szwedzką grupę pop ABBA. W celu promocji wydawnictwa jako pierwszy singel wydano utwór „Gimme! Gimme! Gimme! (A Man After Midnight)”.
Album zadebiutował na trzecim miejscu notowania Billboard 200, dzięki łącznej sprzedaży 153 tys. egzemplarzy w pierwszym tygodniu od premiery. W Wielkiej Brytanii Dancing Queen uplasował się na drugim miejscu UK Albums Chart, dając tym samym piosenkarce najwyżej notowany album od czasu wydania kompilacji Greatest Hits: 1965–1992. W Polsce osiągnął 41. pozycję w notowaniu OLiS.
21 września 2018 roku w nowozelandzkim Auckland rozpoczęła się światowa trasa koncertowa Here We Go Again Tour, której koniec był pierwotnie zaplanowany na 5 grudnia 2020 roku w Miami, jednakże z powodu pandemii COVID-19 część trasy anulowano, zaś ostatni koncert odbył się 10 marca 2020 roku.

## Lista utworów
| Nr  | Tytuł utworu                                  | Autorzy                                       | Długość |
| --- | --------------------------------------------- | --------------------------------------------- | ------- |
| 1.  | „Dancing Queen”                               | Benny Andersson, Björn Ulvaeus, Stig Anderson | 3:42    |
| 2.  | „Gimme! Gimme! Gimme! (A Man After Midnight)” | Benny Andersson, Björn Ulvaeus                | 4:11    |
| 3.  | „The Name of the Game”                        | Benny Andersson, Björn Ulvaeus, Stig Anderson | 4:48    |
| 4.  | „SOS”                                         | Benny Andersson, Björn Ulvaeus, Stig Anderson | 3:22    |
| 5.  | „Waterloo”                                    | Benny Andersson, Björn Ulvaeus, Stig Anderson | 2:52    |
| 6.  | „Mamma Mia”                                   | Benny Andersson, Björn Ulvaeus, Stig Anderson | 3:34    |
| 7.  | „Chiquitita”                                  | Benny Andersson, Björn Ulvaeus                | 5:14    |
| 8.  | „Fernando”                                    | Benny Andersson, Björn Ulvaeus, Stig Anderson | 3:57    |
| 9.  | „The Winner Takes It All”                     | Benny Andersson, Björn Ulvaeus                | 4:32    |
| 10. | „One of Us”                                   | Benny Andersson, Björn Ulvaeus                | 3:53    |
|     |                                               |                                               | 40:05   |

## Notowania i certyfikaty
| Lista przebojów (2018)             | Najwyższa pozycja |
| ---------------------------------- | ----------------- |
| Australia (ARIA Charts)            | 2                 |
| Austria (Ö3 Austria Top 40)        | 4                 |
| Belgia (Ultratop Flandria)         | 7                 |
| Belgia (Ultratop Walonia)          | 19                |
| Chorwacja (HDU)                    | 6                 |
| Czechy (ČNS IFPI)                  | 10                |
| Dania (Album Top-40)               | 36                |
| Francja (SNEP)                     | 70                |
| Hiszpania (PROMUSICAE)             | 2                 |
| Holandia (MegaCharts)              | 18                |
| Irlandia (IRMA)                    | 10                |
| Kanada (Billboard Canadian Albums) | 2                 |
| Niemcy (Media Control Charts)      | 5                 |
| Nowa Zelandia (Recorded Music NZ)  | 2                 |
| Polska (OLiS)                      | 41                |
| Portugalia (AFP)                   | 9                 |
| Słowacja (ČNS IFPI)                | 13                |
| Stany Zjednoczone (Billboard 200)  | 3                 |
| Szwajcaria (Alben Top 100)         | 6                 |
| Szwecja (Sverigetopplistan)        | 7                 |
| Węgry (MAHASZ)                     | 5                 |
| Wielka Brytania (OCC)              | 2                 |
| Włochy (FIMI)                      | 8                 |

| Kraj                     | Certyfikat    | Sprzedaż |
| ------------------------ | ------------- | -------- |
| Stany Zjednoczone (RIAA) | –             | 304 000+ |
| Wielka Brytania (BPI)    | Srebrna płyta | 71 000+  |
| Kanada (Music Canada)    | Złota płyta   | 40 000+  |
| Świat                    | –             | 600 000+ |